# Port lotniczy Huehuetenango
Port lotniczy Huehuetenango (Aeropuerto de Huehuetenango) – port lotniczy zlokalizowany w mieście Huehuetenango w Gwatemali.